# Ступени Рокки

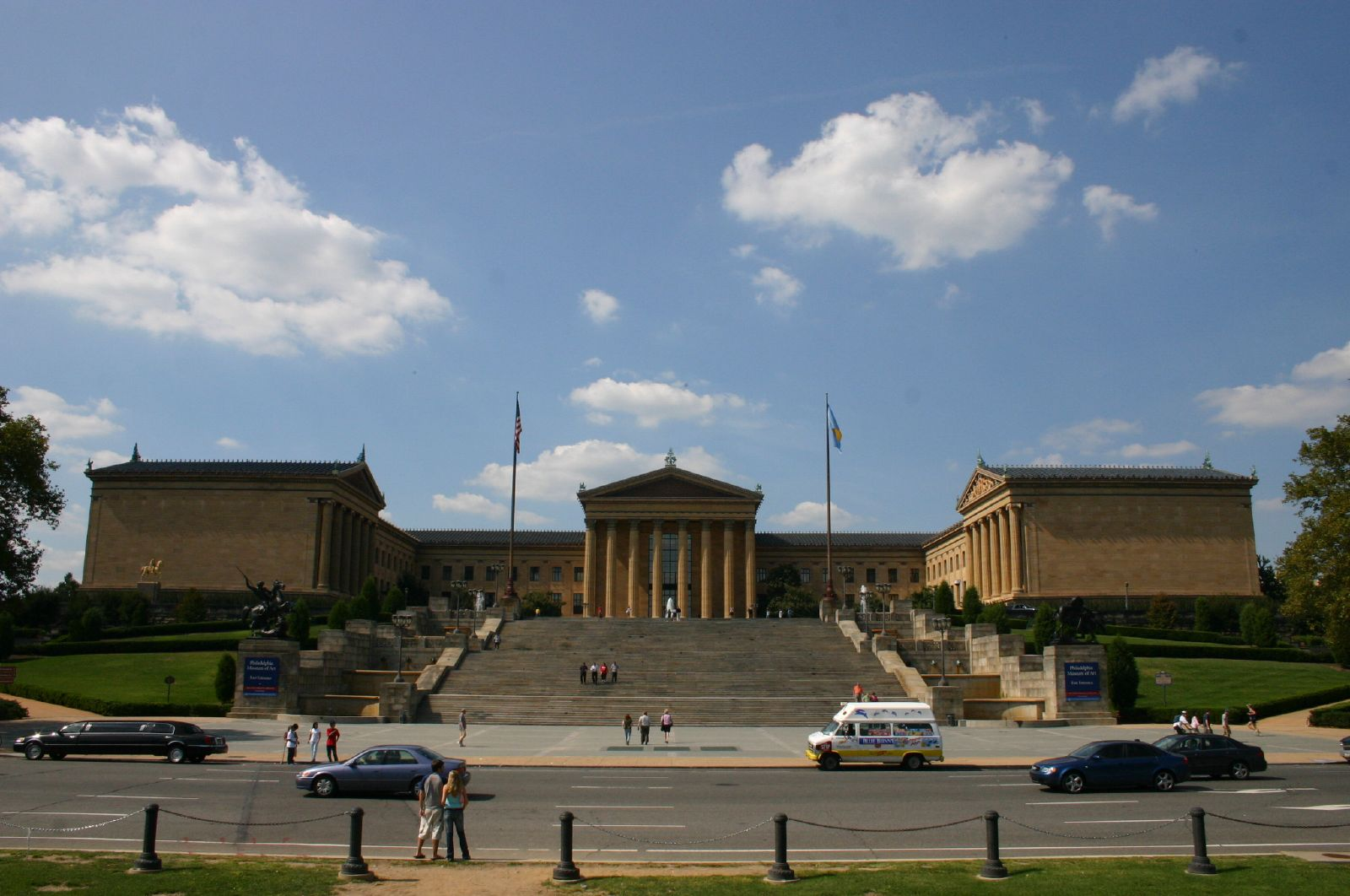
Лестница к главному входу в Музей искусств Филадельфии

Ступени Рокки (англ. Rocky Steps) — 72 каменных ступени массивной лестницы, ведущей к главному входу в художественный музей Филадельфии (Пенсильвания). Своё название получили после фигурирования в многочисленных сценах в серии фильмов «Рокки» их автора сценария и исполнителя главной роли Сильвестра Сталлоне. Являются одним из самых популярных туристических мест Филадельфии.
Впервые лестница появилась в кадрах фильма 1976 года, когда главный персонаж фильмов Рокки Бальбоа готовился к бою с Аполло Кридом. В одной из сцен его утренняя пробежка начинается по городским улицам Филадельфии и заканчивается на вершине лестницы, где Рокки, стоя лицом к городу, вскидывает обе руки вверх — триумфальный жест победителя боксёрских поединков. Этот момент, в котором наряду с отображением упорства главного героя на пути вверх («боя со ступенями» (англ. «battle with the steps»)) запечатлён один из самых выигрышных видов города, стал одним из знаковых образов в истории кинематографа по числу своих поклонников. Эта сцена была одной из первых, снятых с применением системы стабилизации Steadicam. Для самого Сталлоне восхождение его героя на вершину лестницы символизирует Филадельфию как город, в котором любой неудачник своим трудом может всего добиться.
В 1982 году на последней ступени лестницы была установлена бронзовая статуя героя фильмов Рокки Бальбоа, которая позже была перенесена к её подножию.

## Статуя Рокки
Для своего третьего фильма о Рокки Бальбоа («Рокки 3») в 1980 году Сильвестр Сталлоне заказал у скульптора Томаса Шомберга (англ. A. Thomas Schomberg) бронзовую статую героя его киноленты, а по завершении работы над ним Сталлоне подарил её городу.
Во время съёмок и несколько месяцев спустя после них статуя Рокки находилась на верхней ступени лестницы, но позже среди чиновников от искусства возникли разногласия как по поводу приемлемости места её установки, так и по поводу её художественной ценности вообще. Так, в частности, коммерческий директор Филадельфийского художественного музея Дик Доран был в восторге от статуи. Он заявлял, что Сталлоне сделал для имиджа города больше, «чем кто-либо со времён Бенджамина Франклина». Часть чиновников музея была обеспокоена тем, что статуя с сомнительной художественной ценностью может испортить его международную репутацию. Ряд членов Художественной комиссии Филадельфии (Philadelphia Art Commission) полагали, что статуя не более чем реквизит для фильма, и что «ей нет места даже близко к музею». Были и мнения из разряда, что благодаря популярности Рокки «люди, которые никогда не были в музее, по крайней мере, хотя бы приблизились к его входу». Подобные дебаты продолжались в течение 20 лет.
В 1982 году статую Рокки установили напротив фронтальной стороны филадельфийского «Спектрума» — стадиона, главной спортивной площадки города. В 1987, 1990 и 1993—94 годах, тем не менее, для очередных съёмок фильмов статуя эпизодически «переезжала» на место первоначальной установки, но потом снова «отправлялась» на стадион. В 2002 году, в связи со сносом стадиона, она стала экспонатом музейного хранилища, и вновь увидела свет только в 2005-м — к съёмкам шестой части серии «Рокки Бальбоа».
В сентябре 2006 года решением Художественной комиссии Филадельфии для статуи Рокки было окончательно определено место установки — справа от нижней части лестницы на уровне улицы. На торжественной церемонии установки памятника, в которой принимал участие Сильвестр Сталлоне, он сказал, что «это воплощение американской мечты… эта статуя не мне, но каждому из вас, ибо в каждом из вас живёт свой Рокки».

## В поп-культуре

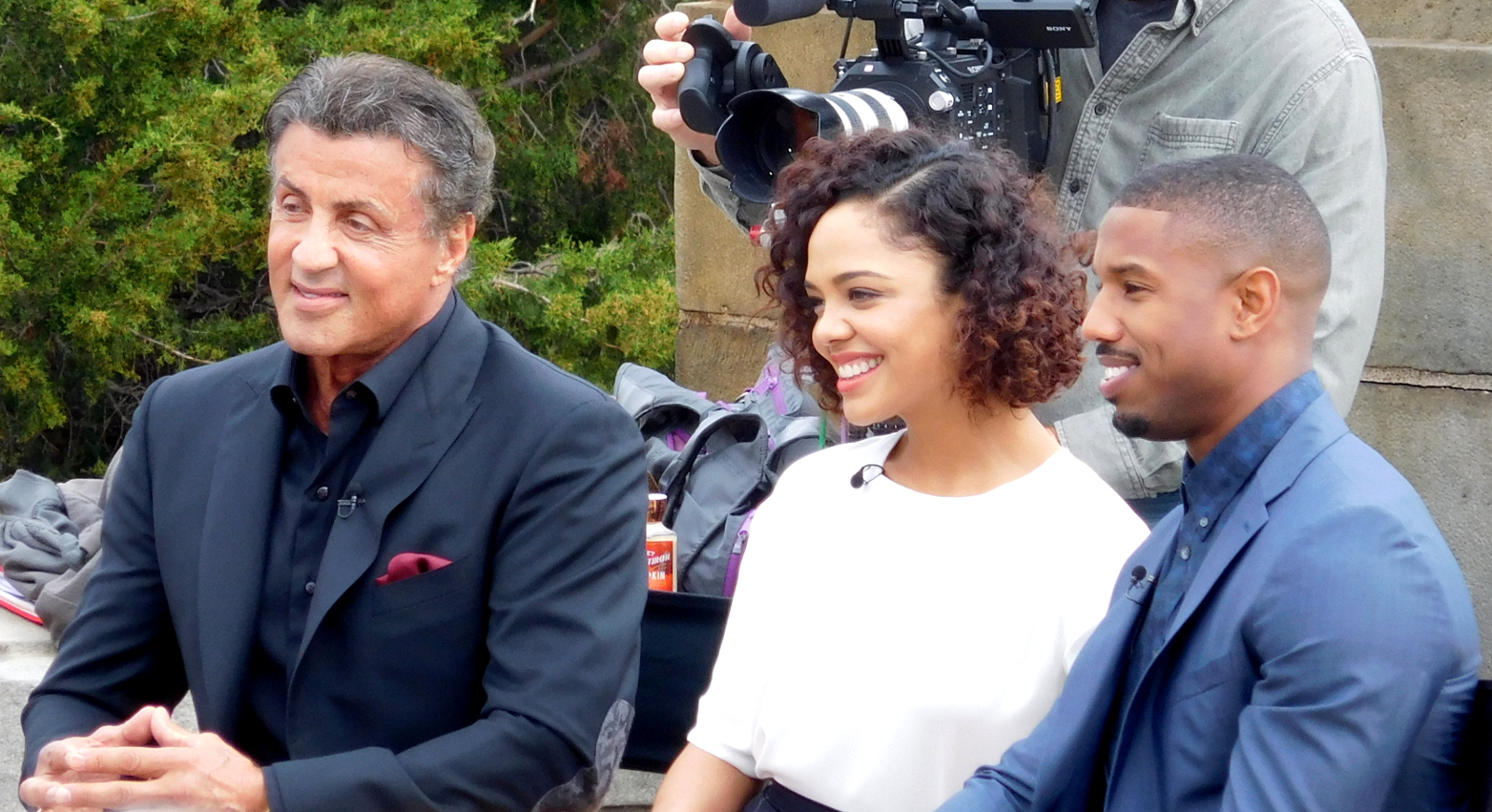
Сильвестр Сталлоне, Тесса Томпсон и Майкл Б. Джордан на Ступенях Рокки, ноябрь 2015

Сцена с лестницей из фильмов «Рокки» стала культурной иконой. Спустя десятилетия после выхода первого фильма в 1976 году тысячи туристов ежегодно поднимаются по её 72 ступеням, чтобы повторить знаменитое восхождение главного героя фильмов С. Сталлоне и сфотографироваться с видом на город с поднятыми в победном жесте руками. По версии телеканала E! сцена занимает 13-е место в топ-101 наиболее удивительных сцен в индустрии развлечений (101 Most Awesome Moments in Entertainment).
В 1996 году накануне начала Игр 1996 года в Атланте ступени Рокки стали одним из этапов эстафеты Олимпийского огня в Филадельфии — 24 июня его пронесла филадельфийка Дон Стэйли. 2 июля 2005 года лестница стала концертной площадкой Live 8. Она же является бэкдропом во время ежегодного празднования в Филадельфии Дня независимости.
Спустя почти тридцать лет после выхода первого фильма «Рокки» в течение года двое журналистов «Филадельфия Инкуайрер» Майкл Витез и Том Грелиш (англ. Michael Vitez, Tom Gralish) посещали знаменитую лестницу, чтобы побеседовать с «бегунами» на её вершину. Результатом их работы стала вышедшая в 2006 году книга «Истории Рокки: повести о любви, надежде и счастье на самой известной лестнице Америки» (англ. Rocky Stories: Tales of Love, Hope, and Happiness at America's Most Famous Steps). Книга была удостоена Пулитцеровской премии.
В 2017 году впервые в истории Национальной футбольной лиги США драфт игроков проводился на открытой площадке, и ей стали Ступени Рокки.
Знаменитая сцена с лестницей также стала предметом многочисленных трибьютов и пародий. Схожие с оригиналом сцены фигурируют в 12-м эпизоде «Симпсонов» «Лиза на орфоолимпиаде», фильмах «Подальше от тебя», «Принц из Беверли-Хиллз», «Чокнутый профессор» и других.